# Jake LaRavia
Jacob Glen LaRavia, né le 3 novembre 2001 à Pasadena en Californie, est un joueur américain de basket-ball évoluant aux postes d'ailier et ailier fort.

## Biographie

### Carrière universitaire
Entre 2019 et 2021, il joue pour les Sycamores à l'Indiana State University.
Entre 2021 et 2022, il joue pour les Demon Deacons à l'université de Wake Forest.

### Carrière professionnelle

#### Grizzlies de Memphis (2022-2025)
Lors de la draft 2022, il est choisi en 19e position par les Timberwolves du Minnesota, il est ensuite transféré vers les Grizzlies de Memphis.

#### Kings de Sacramento (2025)
En février 2025, LaRavia est transféré aux Kings de Sacramento.

#### Lakers de Los Angeles (depuis 2025)
En juillet 2025, il signe un contrat de deux ans et 12 millions de dollars avec les Lakers de Los Angeles.

## Statistiques

### Universitaires
| Saison    | Équipe        | Matchs | Titul. | Min./m | % Tir | % 3pts | % LF | Rbds/m. | Pass/m. | Int/m. | Ctr/m. | Pts/m. |
| --------- | ------------- | ------ | ------ | ------ | ----- | ------ | ---- | ------- | ------- | ------ | ------ | ------ |
| 2019-2020 | Indiana State | 30     | 25     | 24,7   | 52,9  | 40,7   | 62,5 | 5,87    | 1,57    | 0,53   | 1,17   | 9,43   |
| 2020-2021 | Indiana State | 25     | 25     | 29,2   | 47,3  | 31,3   | 77,9 | 6,28    | 2,32    | 1,52   | 0,84   | 12,32  |
| 2021-2022 | Wake Forest   | 33     | 33     | 34,1   | 55,9  | 38,4   | 77,7 | 6,58    | 3,70    | 1,67   | 0,97   | 14,61  |
| Carrière  | Carrière      | 88     | 83     | 29,5   | 52,4  | 37,1   | 74,3 | 6,25    | 2,58    | 1,24   | 1,00   | 12,19  |

### Professionnelles
| Saison     | Équipe   | Matchs | Titul. | Min./m | % Tir | % 3pts | % LF | Rbds/m. | Pass/m. | Int/m. | Ctr/m. | Pts/m. |
| ---------- | -------- | ------ | ------ | ------ | ----- | ------ | ---- | ------- | ------- | ------ | ------ | ------ |
| 2022-2023  | Memphis  | 35     | 0      | 11,8   | 38,9  | 33,8   | 77,8 | 1,80    | 0,60    | 0,30   | 0,10   | 3,00   |
| 2023-2024  | Memphis  | 35     | 6      | 23,0   | 38,9  | 34,0   | 82,6 | 3,70    | 1,70    | 0,80   | 0,30   | 10,80  |
| 2024-2025  | Memphis  | 47     | 0      | 20,9   | 49,0  | 44,4   | 69,8 | 4,40    | 2,80    | 0,90   | 0,40   | 7,30   |
| Sacramento | 19       | 0      | 19,3   | 43,8   | 38,5  | 57,9   | 2,80 | 1,30    | 0,90    | 0,20   | 6,10   |        |
| Carrière   | Carrière | 136    | 6      | 18,9   | 42,9  | 37,1   | 75,1 | 3,30    | 1,70    | 0,80   | 0,30   | 6,90   |

## Records sur une rencontre en NBA
Les records personnels de Jake LaRavia en NBA sont les suivants, :
| Type de statistique        | Saison régulière | Saison régulière        | Saison régulière |
| Type de statistique        | Record           | Adversaire              | Date             |
| -------------------------- | ---------------- | ----------------------- | ---------------- |
| Points                     | 32               | @Cleveland Cavaliers    | 11 avril 2024    |
| Paniers marqués            | 5                | @ Kings de Sacramento   | 27 octobre 2022  |
| Paniers tentés             | 12               | @ Nets de Brooklyn      | 20 novembre 2022 |
| Paniers à 3 points réussis | 3                | 3 fois                  | 3 fois           |
| Paniers à 3 points tentés  | 9                | @ Nets de Brooklyn      | 20 novembre 2022 |
| Lancers francs réussis     | 2                | 2 fois                  | 2 fois           |
| Lancers francs tentés      | 2                | 5 fois                  | 5 fois           |
| Rebonds offensifs          | 3                | Nuggets de Denver       | 27 octobre 2023  |
| Rebonds défensifs          | 8                | Hornets de Charlotte    | 4 novembre 2022  |
| Rebonds totaux             | 9                | 2 fois                  | 2 fois           |
| Passes décisives           | 3                | 3 fois                  | 3 fois           |
| Interceptions              | 1                | 13 fois                 | 13 fois          |
| Contres                    | 1                | 4 fois                  | 4 fois           |
| Balles perdues             | 3                | @ Wizards de Washington | 13 novembre 2022 |
| Minutes jouées             | 30               | @ Kings de Sacramento   | 27 octobre 2022  |

- Double-double : 0
- Triple-double : 0

Dernière mise à jour : 21 novembre 2023

## Palmarès
- Second-team All-ACC (2022)
- Second-team All-MVC (2021)
- MVC All-Newcomer Team (2020)
- MVC All-Freshman Team (2020)